# Сборная Южного Вьетнама по футболу
Сбо́рная Ю́жного Вьетна́ма по футбо́лу — национальная сборная, представлявшая Южный Вьетнам на международной футбольной арене. Первый матч провела в 1949 году. В 1956 и 1960 принимала участие в финальных турнирах двух первых Кубков Азии, и оба раза заняла на них 4-е место среди четырех участников. В 1973 году единственный раз участвовала в отборочном турнире к чемпионату мира, где выбыла из борьбы на первом этапе. Прекратила существование после объединения Северного и Южного Вьетнама в 1976 году.

## Чемпионат мира
- 1974 — не прошла квалификацию

В первом и последнем для неё отборочном турнире чемпионата мира сборная попала в зону А АФК и ОФК, где в квалификационном матче с минимальным преимуществом обыграла Таиланд и вышла в 1-ю группу. Там команда была сначала разгромлена японцами, а затем она потерпела поражение от Гонконга и покинула турнир с последним местом в группе.

## Кубок Азии
- 1956 — четвёртое место
- 1960 — четвёртое место
- 1964 — не прошла квалификацию
- 1968 — не прошла квалификацию
- 1972 — не участвовала
- 1976 — не прошла квалификацию